# شله (روستا)
شله (به لاتین: Şələ) یک منطقه مسکونی در جمهوری آذربایجان است که در شهرستان یاردیملی واقع شده است.